# Pyramide de Tirana
La pyramide de Tirana, anciennement musée Enver Hoxha, est le nom donné à un bâtiment situé au centre de Tirana. Il a été inauguré en 1988 sur 17 000 m2 pour abriter un musée à la mémoire de l'ancien dirigeant de l'Albanie communiste.
Il a été conçu par un groupe d'architectes sous la direction de sa fille, Pranvera Hoxha, et du mari de celle-ci, Klement Kolaneci.

## Histoire
Après la chute du communisme en Albanie, le bâtiment a cessé de faire office de musée ; sa démolition a été envisagée, mais aucune décision n'a été prise et la pyramide a notamment abrité une discothèque.
En 1993, la plus grande partie de la collection du musée est rendue à Pranvera Hoxha.
Durant la guerre du Kosovo en 1999, le lieu a été utilisé par l'OTAN et des organisations humanitaires.
Depuis 2001, une partie de la pyramide est utilisée par la chaîne de télévision albanaise "Top Channel".
En 2021, le projet de l'agence néerlandaise MVRDV, qui vise à transformer les lieux en centre multifonctionnel pour les jeunes, entre dans sa phase opérationnelle avec l'organisation d'une cérémonie officielle de début des travaux présidée par le Premier ministre Edi Rama.